# 富士製薬工業
富士製薬工業株式会社（ふじせいやくこうぎょう、英: Fuji Pharma Co., Ltd.）は、日本の医薬品製造販売業者である。

## 概要
医療用医薬品の開発、製造、販売を業務とする。後発医薬品を扱う事業者の一つ。
富山県富山市水橋に工場、研究所を有し、札幌、東京、富山、名古屋、大阪、広島、福岡に支店がある。

## 沿革
- 1954年4月 - 富士薬品商会を設立
- 1959年4月 - 有限会社富士製薬工業を設立
- 1965年4月 - 株式会社に改組 社名を富士製薬工業株式会社に変更
- 1972年2月 - 副腎皮質ホルモン製剤を発売
- 1978年4月 - 抗生物質製剤を発売
- 1984年6月 - 外皮用薬(軟膏・クリーム)を発売
- 1995年6月 - 株式を店頭登録（現在のジャスダック）
- 1996年7月 - 尿路・血管造影剤「オイパロミン」を発売
- 2001年6月 - 循環器官用薬「アリプロスト注」を発売
- 2005年5月 - 日本シエーリング（現バイエル薬品）よりホルモン注射剤4製剤（デポスタット、プリモジアン・デポー、プリモボラン・デポー、プロギノン・デポー）の輸入製造販売権を承継、販売
- 2007年7月 - 月経困難症治療薬「ルナベル®錠（IKH-01）」の販売に関する契約締結
- 2008年4月 - ノーベルファーマ株式会社[1]が子宮内膜症に伴う月経困難症治療薬「ルナベル配合錠」の製造販売承認を取得
- 2010年12月 - ノーベルファーマ株式会社が「ルナベル配合錠」に機能性月経困難症の適応追加承認を取得
- 2011年7月 - 東京証券取引所第二部上場
- 2012年7月 - 東京証券取引所第一部上場
- 2013年6月 - ノーベルファーマ株式会社が月経困難症治療薬「ルナベル配合錠ULD」の製造販売承認を取得
- 2014年3月 - 三井物産株式会社と資本業務提携

## 拠点

### 本社・支社
- 本社（東京都千代田区三番町5番7号）

### 工場・研究所
- 富山工場（富山市水橋辻ヶ堂1515番地）
- 研究所 富山研究開発センター（富山市水橋中村447番地1）